# Kim-Lang Huynh
Kim-Lang Huynh ( 1935) es un botánico suizo. Realiza sus actividades académicas en el "Laboratorio de Fanerógamas", Instituto de Botánica, de la Universidad de Neuchâtel.

## Algunas publicaciones
- 2001. Contribution to the flower structure of Sararanga (Pandanaceae). Bot. J. of the Linnean Society, 136: 239–245. doi: 10.1111/j.1095-8339.2001.tb00569.x

- 1999. The genus Pandanus (Pandanaceae) in Madagascar part III. Candollea 54: 145-170.

- 1997. The genus Pandanus (Pandanaceae) in Madagascar part I. Bull. Soc. Neuchâteloise Sci. Nat. 120: 35-44.

- 1996. The genus Freycinetia (Pandanaceae) in New Guinea. Ed. Institut de Botanique, Université de Neuchâtel

- 1995. New species and sections of Freycinetia (Pandanaceae) from the Solomon Islands. Ed. Institut de Botanique, Université de Neuchâtel. 11 pp.

- --------------, Paul Alan Cox. 1992. Flower structure and potential bisexuality in Freycinetia reineckei (Pandanaceae), a species of the Samoa Islands. Bot. J. of the Linnean Society, 110: 235–265. doi: 10.1111/j.1095-8339 .1992.tb00292.x

- 1991. The flower structure in the genus Freycinetia, Pandanaceae. Ed. Institut de Botanique, Université de Neuchâtel

- 1983. Carpellodes or staminodes? Problems in the genus Pandanus (Pandanaceae), and their taxonomic significance. Bot. J. of the Linnean Society, 87: 177–192. doi: 10.1111/j.1095-8339.1983.tb00989.x

- 1976. Arrangement of some monosulcate, disulcate, trisulcate, dicolpate, and tricolpate pollen types in the tetrads, and some aspects of evolution in the angiosperms. Volumen 23 de Travaux de l'Institut de Botanique de l'Université de Neuchâtel.

- 1970. Pollen and the origin of the Australasian Anemones (Ranunculaceae). Bot. J. of the Linnean Society, 63: 91–93. doi: 10.1111/j.1095-8339.1970.tb02305.x

### Libros
- 1968. Morphologie du pollen des Tropaeolacées et des Balsaminacées. 97 pp.

- La abreviatura «Huynh» se emplea para indicar a Kim-Lang Huynh como autoridad en la descripción y clasificación científica de los vegetales.[3]